# Wioślarstwo na Igrzyskach Azjatyckich 2018
Wioślarstwo na Igrzyskach Azjatyckich 2018 – jedna z dyscyplin rozgrywana podczas igrzysk azjatyckich w Dżakarcie i Palembangu. Zawody odbyły się w dniach 19 – 24 sierpnia w Jakabaring Sport City w Palembangu. Do rywalizacji w piętnastu konkurencjach przystąpiło 424 zawodników z 25 państw.

## Uczestnicy
W zawodach wzięło udział 424 zawodników z 25 państw.
| Reprezentacja                | Liczba zawodników |
| ---------------------------- | ----------------- |
| Arabia Saudyjska             | 2                 |
| Bangladesz                   | 1                 |
| Chiny                        | 40                |
| Chińskie Tajpej              | 13                |
| Filipiny                     | 2                 |
| Hongkong                     | 22                |
| Indie                        | 48                |
| Indonezja                    | 33                |
| Irak                         | 3                 |
| Iran                         | 29                |
| Japonia                      | 23                |
| Katar                        | 3                 |
| Kazachstan                   | 22                |
| Korea                        | 15                |
| Korea Południowa             | 24                |
| Kuwejt                       | 3                 |
| Malediwy                     | 5                 |
| Malezja                      | 2                 |
| Mjanma                       | 45                |
| Pakistan                     | 3                 |
| Singapur                     | 1                 |
| Sri Lanka                    | 4                 |
| Tajlandia                    | 20                |
| Uzbekistan                   | 33                |
| Wietnam                      | 25                |
| Zjednoczone Emiraty Arabskie | 3                 |
| 26 reprezentacji             | 424               |

## Medaliści
| Konkurencja                   | Złoto | Srebro | Brąz |           |
| Mężczyźni                     | Mężczyźni | Mężczyźni | Mężczyźni | Mężczyźni |
| ----------------------------- | --- | --- | --- | --------- |
| Jedynka podwójna              | Zhang Liang | Kim Dong-yong | Ryuta Arakawa | [ 3 ]     |
| Dwójka podwójna               | Shakhboz Abdujabborov Shakhboz Kholmirzaev | Chen Sensen Zhang Zhiyuan | Prem Nampratueng Jaruwat Saensuk | [ 4 ]     |
| Dwójka                        | Li Xiaoxiong Zhao Jingbin | Sardor Tulkinkhujaev Alisher Turdiev | Yoshihiro Otsuka Yuta Takano | [ 5 ]     |
| Czwórka podwójna              | Indie · Dattu Baban Bhokanal · Om Prakash · Sawarn Singh · Sukhmeet Singh                                                                     | Indonezja · Kakan Kusmana · Memo · Edwin Ginanjar Rudiana · Sulpianto | Tajlandia · Piyapong Arnunamang · Prem Nampratueng · Mathasit Phromphoem · Jaruwat Saensuk                                                                              | [ 6 ]     |
| Jedynka podwójna wagi lekkiej | Park Hyun-sun | Chiu Hin Chun | Dushyant | [ 7 ]     |
| Dwójka podwójna wagi lekkiej  | Masayuki Miyaura Masahiro Takeda | Kim Byung-hoon Lee Min-hyuk | Bhagwan Singh Rohit Kumar | [ 8 ]     |
| Czwórka wagi lekkiej          | Chiny · Lü Fanpu · Xiong Xiong · Zhao Chao · Zhou Xuewu                                                                                       | Indonezja · Ali Buton · Ferdiansyah · Ihram · Ardi Isadi | Uzbekistan · Shehroz Hakimov · Islambek Mambetnazarov · Otamurod Rakhimov · Zafar Usmonov                                                                               | [ 9 ]     |
| Ósemka wagi lekkiej           | Indonezja · Jefri Ardianto · Ali Buton · Rio Rizki Darmawan · Ferdiansyah · Tanzil Hadid · Ujang Hasbulloh · Ihram · Ardi Isadi · Muhad Yakin | Uzbekistan · Dostonjon Bahriev · Shehroz Hakimov · Dostonjon Khursanov · Anatoliy Krasnov · Islambek Mambetnazarov · Shokhjakhon Najmiev · Otamurod Rakhimov · Zafar Usmonov · Alisher Yarov | Hongkong · Chau Yee Ping · Cheung Ming Hang · Lam San Tung · Leung Chun Shek · Kang Yue Kenneth Liu · Tang Chiu Mang · Pak Yan James Wong · Wong Wai Kin · Yuen Yun Lam | [ 10 ]    |
| Kobiety                       | | | |           |
| Jedynka podwójna              | Chen Yunxia | Huang Yi-ting | Aleksandra Opaczanowa | [ 11 ]    |
| Dwójka podwójna               | Jiang Yan Li Jingjing | Kim Seul-gi Kim Ye-ji | Parisa Ahmadi Maryam Karami | [ 12 ]    |
| Dwójka                        | Ju Rui Lin Xinyu | Jeon Seo-yeong Kim Seo-hee | Julianti Yayah Rokayah | [ 13 ]    |
| Czwórka                       | Chiny · Guo Linlin · Wang Fei · Yi Liqin · Zhang Min                                                                                          | Wietnam · Đinh Thị Hảo · Lê Thị Hiền · Phạm Thị Huế · Trần Thị An | Indonezja · Chelsea Corputty · Julianti · Wa Ode Fitri Rahmanjani · Yayah Rokayah                                                                                       | [ 14 ]    |
| Jedynka podwójna wagi lekkiej | Pan Dandan | Nazanin Malaei | Lee Ka Man | [ 15 ]    |
| Dwójka wagi lekkiej           | Liang Guoru Wu Qiang | Maryam Omidiparsa Nazanin Rahmani | Phuttharaksa Neegree Matinee Raruen | [ 16 ]    |
| Czwórka podwójna wagi lekkiej | Wietnam · Hồ Thị Lý · Lương Thị Thảo · Phạm Thị Thảo · Tạ Thanh Huyền                                                                         | Iran · Maryam Karami · Mahsa Javar · Maryam Omidiparsa · Nazanin Rahmani | Korea Południowa · Choi Yu-ri · Ji Yoo-jin · Jung Hye-ri · Ku Bo-yeun                                                                                                   | [ 17 ]    |

## Tabela medalowa
| Pozycja | Reprezentacja    | Złoto | Srebro | Brąz | Razem |
| ------- | ---------------- | ----- | ------ | ---- | ----- |
| 1.      | Chiny            | 9     | 1      | 0    | 10    |
| 2.      | Korea Południowa | 1     | 4      | 1    | 6     |
| 3.      | Indonezja        | 1     | 2      | 2    | 5     |
| 4.      | Uzbekistan       | 1     | 2      | 1    | 4     |
| 5.      | Wietnam          | 1     | 1      | 0    | 2     |
| 6.      | Indie            | 1     | 0      | 2    | 3     |
| 6.      | Japonia          | 1     | 0      | 2    | 3     |
| 8.      | Iran             | 0     | 3      | 1    | 4     |
| 9.      | Hongkong         | 0     | 1      | 2    | 3     |
| 10.     | Chińskie Tajpej  | 0     | 1      | 0    | 1     |
| 11.     | Tajlandia        | 0     | 0      | 3    | 3     |
| 12.     | Kazachstan       | 0     | 0      | 1    | 1     |
| Razem   | Razem            | 15    | 15     | 15   | 45    |